# Menou
Menou ist eine französische Gemeinde mit 182 Einwohnern (Stand 1. Januar 2022) im Département Nièvre in der Region Bourgogne-Franche-Comté (vor 2016 Bourgogne). Sie gehört zum Arrondissement Clamecy und zum Kanton Clamecy (bis 2015 Varzy). Die Einwohner werden Nantinivinois genannt.

## Geographie
Menou liegt etwa 50 Kilometer nordnordöstlich von Nevers. Nachbargemeinden von Menou sind Menestreau im Norden, La Chapelle-Saint-André im Osten und Nordosten, Oudan im Osten und Südosten, Colméry im Süden und Westen sowie Couloutre im Westen und Nordwesten.

## Bevölkerungsentwicklung
| Jahr                       | 1962 | 1968 | 1975 | 1982 | 1990 | 1999 | 2006 | 2011 | 2016 |
| Einwohner                  | 335  | 293  | 251  | 209  | 201  | 172  | 172  | 182  | 182  |
| Quellen: Cassini und INSEE |      |      |      |      |      |      |      |      |      |

## Sehenswürdigkeiten

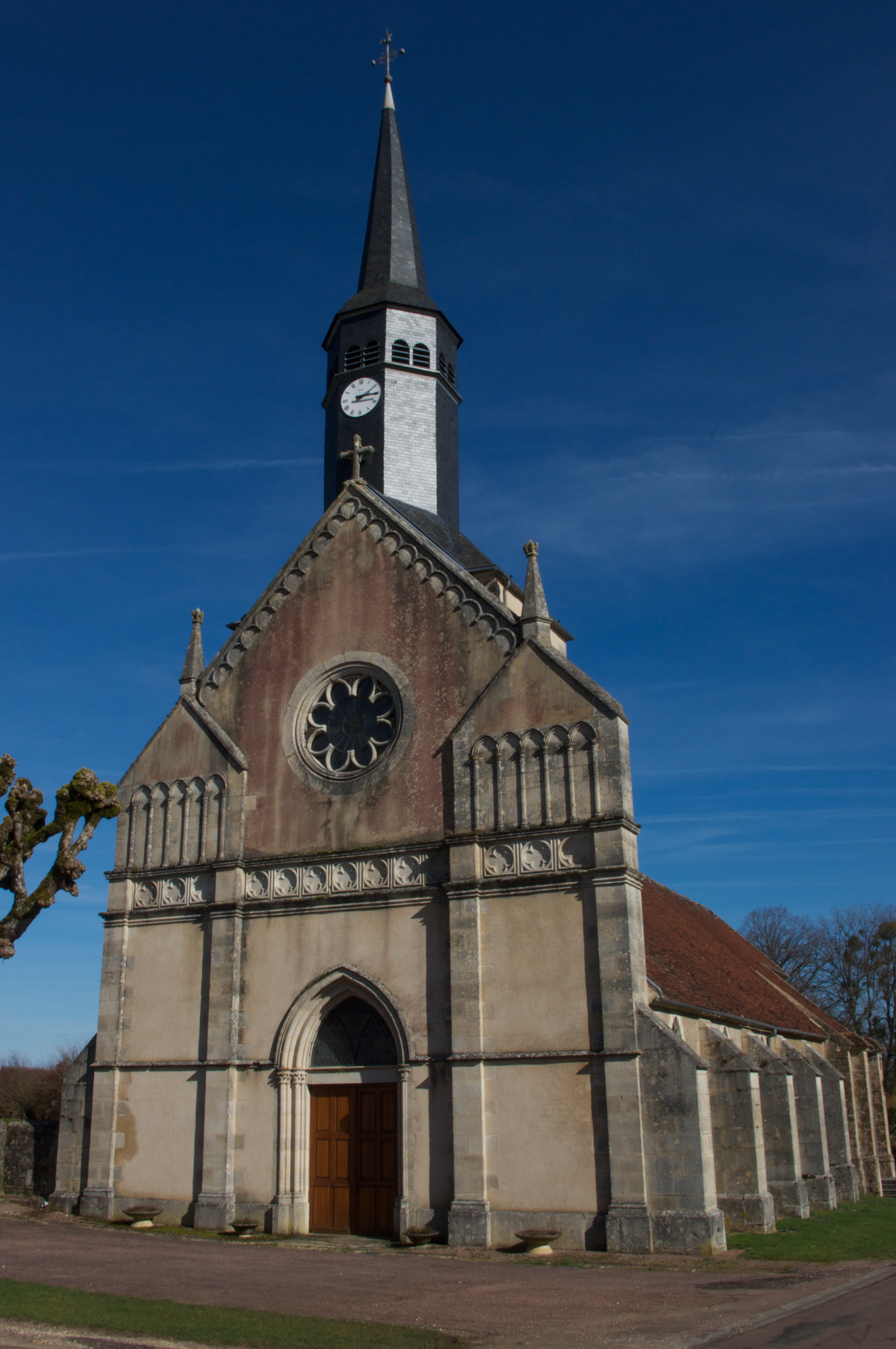
Kirche Saint-Siméon
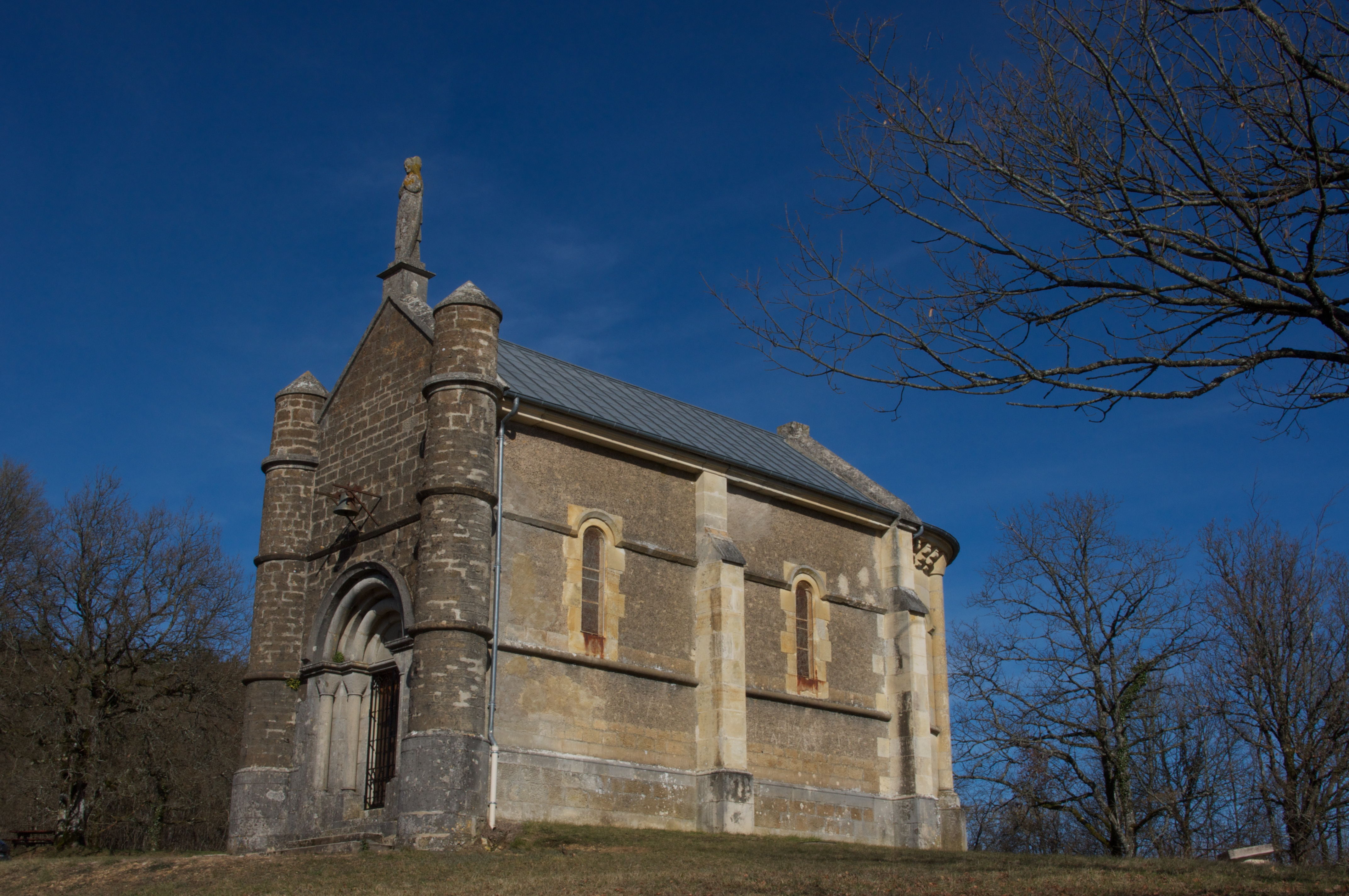
Kapelle Notre-Dame-de-la-Tête-Ronde
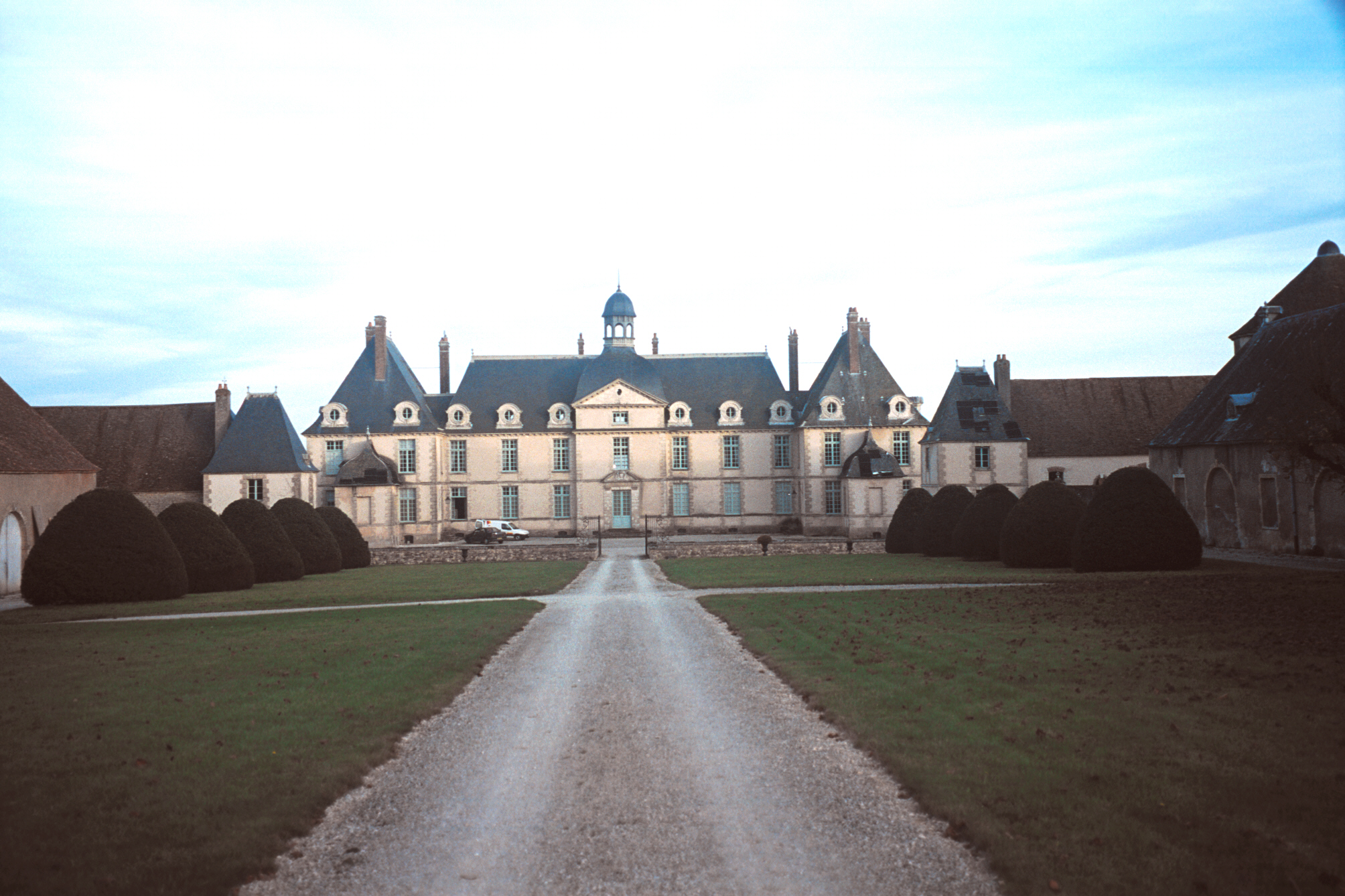
Schloss Menou, 1672 erbaut

- Kirche Saint-Siméon
- Kloster Notre-Dame-de-la-Tête-Ronde
- Schloss Menou

## Persönlichkeiten
- Augustin Roch de Menou de Charnisai (1681–1767), römisch-katholischer Geistlicher und Bischof von La Rochelle